# Aloysius Matthew Ambrozic
Aloysius Matthew Ambrozic (Gabrje (Joegoslavië), 27 januari 1930 - Toronto, 26 augustus 2011) was een Canadees geestelijke en kardinaal van de Rooms-Katholieke Kerk.
Ambrožič werd geboren in het koninkrijk Joegoslavië als Alojzij Ambrožič. Hij was een van de zeven kinderen van Alojzij Ambrožič en Helena Pečar. In mei 1945 vluchtte het gezin naar Oostenrijk, en in 1948 emigreerde het naar Canada. Daar kreeg Ambrožič zijn verdere opleiding.
Ambrozic werd op 4 juni 1955 tot priester gewijd. Op 26 maart 1976 werd hij benoemd tot hulpbisschop van Toronto en titulair bisschop van Valabria. Zijn bisschopswijding vond plaats op 27 mei 1976. Op 22 mei 1986 werd hij benoemd tot aartsbisschop-coadjutor van Toronto. Hij volgde op 17 maart 1990 Gerald Carter op als aartsbisschop toen deze met emeritaat ging.
In het consistorie van 21 februari 1998 werd Ambrozic door paus Johannes Paulus II kardinaal gecreëerd met de rang van kardinaal-priester. Zijn titelkerk werd de Santi Marcellino e Pietro.
Ambrozic ging op 16 december 2006 met emeritaat. Hij werd als aartsbisschop van Toronto opgevolgd door Thomas Christopher Collins.
- Bibliothèque nationale de France: cb144204018 (data)
- Gemeinsame Normdatei: 1076593607
- International Standard Name Identifier: 0000 0000 1108 1943
- Library of Congress Control Number: n2011059002
- Nationale bibliotheek van Australië: 54956592
- Nederlandse Thesaurus van Auteursnamen: 080037259
- Istituto Centrale per il Catalogo Unico: UBOV091359
- Système universitaire de documentation: 07971496X
- Trove: 1598368
- Virtual International Authority File: 14988844
- WorldCat: E39PBJxMmhBVC8W3HGmB6pqbBP